# Grevillea diffusa
Grevillea diffusa är en tvåhjärtbladig växtart. Grevillea diffusa ingår i släktet Grevillea och familjen Proteaceae.

## Underarter
Arten delas in i följande underarter:
- G. d. constablei
- G. d. diffusa
- G. d. evansiana
- G. d. filipendula